# Jaume Gamundí «Fembra»
Jaume Gamundí «Fembra» (Caimari, Selva, finals del segle xvi-Alcúdia, 1622) va ser un bandejat mallorquí, membre de la parcialitat de Canamunt i de la Colla de Selva.

## Biografia
El 7 d'abril de 1618 el virrei de Mallorca, Pere Ramon Safortesa, promulgà un edicte per a capturar els «bandejats, delats, aquadrillats i altres facinerosos». A l'edicte esmentat s'oferien dues-centes lliures i la remissió de penes, si es tractava d'un altre bandejat, a qui capturàs Jaume Gamundí «Fembra». «Fembra» formava part de la Colla de Selva. amb Joan Ferragut «Boda», Miquel Llinàs, Gabriel Abrines «Moreu», Jacint Amengual, Miquel Cardell, Sebastià Amengual, Jaume Cifre «Cantarelles», Antoni Domingo «Manescal» i altres.
El 18 de setembre de 1618, en un enfrontament entre bandejats, morí d'una arcabussada el pollencí Joan Vila «del Rafal», així com Pere Marcó. A principis de 1619 la Colla de Selva va ser víctima d'una emboscada al Grau de Lluc, a l'indret que a partir de llavors ha estat conegut com es Coll de la Batalla.
El febrer de 1622 «Fembra» era a Alcúdia i pretenia embarcar cap a Menorca. Aleshores Antoni Amorós «de la Cisterna», lloctinent de batle, intentà impedir-ho, però li dispararen una arcabussada i el mataren. Finalment Jaume Gamundí «Fembra» va ser capturat i empresonat a Alcúdia, on fou penjat a la forca i esquarterat.